# Краснојарск
Краснојарск (рус. Красноярск) град је у Русији и главни град Краснојарског краја. Налази се у јужном делу средњег Сибира, на обе обале реке Јенисеј. Краснојарск се налази на рути Транссибирске железнице. Према попису становништва из 2010. у граду је живело 973.891 становника. Краснојарск је добио статус милионског града: према подацима градских власти, 1. јануара 2013. број становника је достигао 1.016.385. Тако је Краснојарск постао петнаести милионски град у Русији и трећи сибирски град у коме је број становника већи од милион, после Новосибирска и Омска. Налази се отприлике 4.100 километара источно од Москве.
Град је основан 1628. године као дрвена тврђава од стране једне групе козака.

## Географија
Укупна површина града, укључујући предграђа и реку, износи 348 квадратних километара.
Река Јенисеј тече од запада ка истоку кроз град. Због хидроелектране Краснојарск, удаљене 32 километра узводно, Јенисеј се никада зими не залеђује, а лети температура воде никада не прелази +14 °C (57 °F). У близини центра града надморска висина износи 136 метара. На реци се налази неколико острва, од којих су највећа Татишев и Одиха, која се углавном користе за рекреацију.
На југу и западу, Краснојарск је окружен шумовитим планинама у просеку 410 метара висине изнад нивоа реке. Најистакнутији од њих су Николајевска Сопка (позната по стазама за скијашке скокове), Караулнаја Гора и Чорнаја Сопка, а последња је угашени вулкан. Огромне камене литице природног резервата Столби издижу се са планина јужне обале Јенисеја, западна брда формирају гребен Гремјачаја Грива које се протеже западно све до реке Собакине, север је обично равничарски, осим на брду Дрокинскаја Сопка, са шумама на северозападу и пољопривредним пољима на северу и истоку.
Главне реке у и околини Краснојарска су реке Јенисеј, Мана, Базаиха и Кача, а последња протиче кроз историјски центар града. Због природе терена, неколико природних језера постоји у околини Краснојарска.
Шуме у близини града су углавном борове и брезове, даље од града јасенове постају доминантан. Маховином прекривене јеле и сибирски борови замењује друго дрвеће у планинама западно од реке Караулнаје, на око 15 километара западно од града, шуме на југу су углавном борове, јелине и јасенове.

## Историја
Град је основан 19. августа 1628. године као руско погранично утврђење када је група људи из службене класе из Јенисејска, на челу са Андејом Добенскојем, стигла до ушћа реке Каче у Јенисеј и изградила утврђења која су била намењена заштити границе од напада домородачких народа који су живели дуж Јелисеја и његових притока. Упоредо са Канском на истоку, представљао је јужну границу руске експанзије у сливу Јенисеја током седамнаестог века.
Тврђава је добила име Красни Јар (рус. Кра́сный Яр) по називу места Јарин (дијалект Хакаског), месту где је изграђена, Kyzyl Char ('Црвена обала реке'), што је преведено као Красни Јар (користећи старо значење  красни). Насеље је статус града добило 1690. године. Интензивни раст Краснојарска почео је доласком Сибирске руте (данас пут М53) у периоду од 1735. до 1741. године који је оближње градове Ачинск и Канск повезивао са Краснојарском и са остатком Русије.
Године 1749. метеорит масе око 700 килограма пронађен је на 230 км јужно од Краснојарска. Ископао га је Петер Симон Палас 1772. године, а превезао га је у Краснојарск, а потом у Санкт Петербург. Краснојарски метеорит је важан јер је био први паласит који је икада проучаван и први метеорит који је икада гравиран.
Године 1822. Краснојарск је постао административно средиште Јенисејске губерније. У 19. веку, Краснојарск је био центар покрета сибирских козака. У 19. веку, Краснојарск је био центар покрета сибирског козака. Крајем 19. века Краснојарск је имао неколико производних погона и железничких радионица и машинерију. Раст се наставио открићем злата и доласком пруге у 1895. години.
У Руској Империји, Краснојарск је био једно од места на која су протеривани политички прогнаници. На пример, осам декабриста је депортовано из Санкт Петербурга у Краснојарск након неуспеха побуне.
Након Руске револуције 1917. године, у периодима централизованог планирања (совјетски Петогодишњи економски план) у Краснојарску су изграђене бројне велике фабрике и постројења: Сибтјажмаш, бродоградилиште, фабрика папира, хидроелектрана (сада пета по величини у свету а други у Русији) и речне луке.
У 1934. години формирана је Краснојарска Покрајина, са Краснојарском као административним центром.
Током стаљинистичких времена, Краснојарск је био главни центар система гулаг. Најважнији радни логор био је Краслаг или Краснојарски ИТЛ (1938-ц.1960) са две јединице смештене у Канску и Решјоти. У самом граду Краснојарску, током Другог светског рата био је истакнут радни логор Јенисејлаг или Јенисејски ИТЛ (око 1940–1941).
За време Другог светског рата, десетине фабрика евакуисане су из Украјине и западне Русије у Краснојарск и оближње градове, подстичући индустријски раст града. Након рата изграђене су додатне велике фабрике: фабрика алуминијума, металуршка фабрика, фабрика базних метала и многе друге.
Крајем 1970-их, Совјетски Савез је започео изградњу радарске станице са фазним низом на Абалаковој, близу Краснојарска, што је кршило Уговор о АБМ. Почевши од 1983. године, Сједињене Америчке Државе захтевале су његово уклањање, све док Совјетски Савез 1989. године није признао да је радарска станица прекршила Уговор о АБМ-у. Опрема је полако уклоњена са локације и до 1992. године званично је завршено са демонтажом, мада је опрема са локације била вероватно пресељена на нову локацију у близини Комсомољска на Амуру. У Краснојарску је такође била смештена Североисточна ваздушна база Краснојарск, која је након распада СССР-а претворена у стамбене блокове.
Након распада Совјетског Савеза и почетка приватизације, многи велики погони и фабрике, попут Краснојарске фабрике алуминијума, доспели су у власништву наводних криминалних власти и олигарха, који су проглашавали стечаје. Економска транзиција довела је до драматичног раста незапослености и бројних штрајкова.
Најпознатији финансијски скандал из друге половине 1990-их догодио се када је власништво над фабриком алуминијума у Краснојарску Анатолију Бикову поништено након што је оптужен за убиство свог партнера Вилора Струганова. На крају се испоставило да је оптужба лажна. Проблеми са власништвом фабрика у Краснојарску настављају се и током почетка 21. века, јер су готово све у власништву монополистичких финансијских група или олигарха.
Откако је Петар Пимашков изабран за градоначелника Краснојарска 1996. године, изглед града се постепено поправљао: старе историјске зграде обновљене су, асфалтни путеви су замењени поплочаним каменом, а бројни тргови и рекреациона подручја са фонтанама су реконструисана. Сада већина града задржава само неколико трагова свог некадашњег, једноличног, пост-совјетског изгледа.

## Административни и општински статус
Краснојарск је административни центар краја. У оквиру административних подела, заједно са једним сеоским подручјем (село Песчанка) одређено је да град Краснојарск буде административна јединица са статусом једнаким статусу округа. У општинској подели, град Краснојарск је инкорпориран као Краснојарски градски округ.

### Административна подела града
У административне сврхе, Краснојарск је подељен на седам градских округа:
- Кировски
- Лењински
- Октјабрски
- Совјетски
- Свердловски
- Централни
- Железнодорожњи

## Грб града
Прва верзија грба Краснојарска одобрена је 12. марта 1804. године. Измењени грб, одобрен је 23. новембра 1851. године, имао је златни лик лава постављен на црвеном штиту са ашовом у десној предњој шапи и српом у левој предњој шапи, обе алатке направљене од истог метала. Од 28. новембра 2004. године има бедемску круну са пет грудобрана која означава административни центар.

## Клима
У Краснојарску влада умереноконтинентална клима (Кепенова класификација климата Dfb на граници са Dfc). Клима у Краснојарску у јулу и јануару је врло слична оној у Форт Макмарију и Винипегу у Канади. У поређењу са Томпсоном, или Лабрадор Ситијем на сличним ширинама, зиме у Краснојарску су релативно благе. У поређењу са европским градовима на сличној ширини, Краснојарск има много топлија лета, али много хладније и дуже зима (на пример, Олборг, Данска). Лето је такође у просеку топлије од сличних географских ширина Скандинавије, захваљујући већој површини Сибира. У Краснојарску се примећују велике разлике између летњих и зимских температура.
| Клима Краснојарск                   | Клима Краснојарск | Клима Краснојарск | Клима Краснојарск | Клима Краснојарск | Клима Краснојарск | Клима Краснојарск | Клима Краснојарск | Клима Краснојарск | Клима Краснојарск | Клима Краснојарск | Клима Краснојарск | Клима Краснојарск | Клима Краснојарск |
| Показатељ \ Месец                   | .Јан.             | .Феб.             | .Мар.             | .Апр.             | .Мај.             | .Јун.             | .Јул.             | .Авг.             | .Сеп.             | .Окт.             | .Нов.             | .Дец.             | .Год.             |
| ----------------------------------- | ----------------- | ----------------- | ----------------- | ----------------- | ----------------- | ----------------- | ----------------- | ----------------- | ----------------- | ----------------- | ----------------- | ----------------- | ----------------- |
| Апсолутни максимум, °C (°F)         | 6,0 (42,8)        | 8,5 (47,3)        | 18,5 (65,3)       | 31,4 (88,5)       | 34,0 (93,2)       | 34,8 (94,6)       | 36,4 (97,5)       | 35,1 (95,2)       | 31,3 (88,3)       | 24,5 (76,1)       | 13,6 (56,5)       | 8,6 (47,5)        | 36,4 (97,5)       |
| Максимум, °C (°F)                   | −11,4 (11,5)      | −8,0 (17,6)       | −0,2 (31,6)       | 7,8 (46)          | 17,1 (62,8)       | 22,4 (72,3)       | 24,8 (76,6)       | 21,8 (71,2)       | 14,4 (57,9)       | 6,4 (43,5)        | −3,4 (25,9)       | −9,4 (15,1)       | 6,9 (44,4)        |
| Просек, °C (°F)                     | −15,5 (4,1)       | −12,8 (9)         | −5,7 (21,7)       | 2,0 (35,6)        | 10,4 (50,7)       | 15,9 (60,6)       | 18,7 (65,7)       | 15,7 (60,3)       | 8,9 (48)          | 2,0 (35,6)        | −7,2 (19)         | −13,4 (7,9)       | 1,6 (34,9)        |
| Минимум, °C (°F)                    | −19,2 (−2,6)      | −16,9 (1,6)       | −10,1 (13,8)      | −2,6 (27,3)       | 4,7 (40,5)        | 10,3 (50,5)       | 13,4 (56,1)       | 10,8 (51,4)       | 4,8 (40,6)        | −1,6 (29,1)       | −10,6 (12,9)      | −17,1 (1,2)       | −2,8 (27)         |
| Апсолутни минимум, °C (°F)          | −52,8 (−63)       | −41,6 (−42,9)     | −38,7 (−37,7)     | −25,7 (−14,3)     | −11,2 (11,8)      | −3,6 (25,5)       | 3,3 (37,9)        | −1,0 (30,2)       | −9,6 (14,7)       | −25,1 (−13,2)     | −42,3 (−44,1)     | −47,0 (−52,6)     | −52,8 (−63)       |
| Количина падавина, mm (in)          | 18 (0,71)         | 13 (0,51)         | 16 (0,63)         | 32 (1,26)         | 44 (1,73)         | 63 (2,48)         | 76 (2,99)         | 67 (2,64)         | 49 (1,93)         | 43 (1,69)         | 37 (1,46)         | 30 (1,18)         | 488 (19,21)       |
| Дани са кишом                       | 0,3               | 0,4               | 2                 | 9                 | 17                | 19                | 18                | 18                | 19                | 13                | 4                 | 0,3               | 120               |
| Дани са снегом                      | 24                | 21                | 17                | 14                | 4                 | 0,1               | 0                 | 0,03              | 2                 | 14                | 23                | 25                | 144               |
| Релативна влажност, %               | 73                | 70                | 64                | 58                | 54                | 64                | 72                | 76                | 75                | 71                | 74                | 73                | 69                |
| Сунчани сати — месечни просек       | 63                | 100               | 171               | 216               | 251               | 280               | 281               | 237               | 160               | 111               | 58                | 41                | 1.969             |
| Извор #1: Pogoda.ru.net             |                   |                   |                   |                   |                   |                   |                   |                   |                   |                   |                   |                   |                   |
| Извор #2: NOAA (sun only 1961–1990) |                   |                   |                   |                   |                   |                   |                   |                   |                   |                   |                   |                   |                   |

## Становништво
Према прелиминарним подацима са пописа, у граду је 2023. живело 1.196.913 становника.
| 1939.   | 1959.   | 1970.   | 1979.   | 1989.   | 2002.   | 2010.   |
| ------- | ------- | ------- | ------- | ------- | ------- | ------- |
| 189.977 | 412.375 | 648.113 | 796.305 | 912.629 | 909.341 | 973.826 |

Број становника у градским окрузима (Попис из 2010):
- Кировски: 114.715
- Лењински: 145.530
- Октјабрски: 153.112
- Совјетски: 281.284
- Свердловски: 130.596
- Централни: 55.060
- Железнодорожњи: 93.529

Становништво Краснојарска обухвата велики број народа, а најбројнији су Руси, Украјинци, Татари, Немци и Белоруси. У последње време број Таџика, Узбека и других средњеазијских и кавкаских народа знатно је порастао због огромне, често илегалне имиграције у потрази за послом.
Друга група усељеника су Кинези који су, за разлику од других страних радника, запослени у много уноснијим областима и често склапају пословна партнерства са локалним компанијама. Многи Кинези тргују на базарима, а посебан велики кинески базар назван је Содружество, и кинеско трговачко место (познато на руском као Кинески трговачки град) или на кинеском Китај-город на Стрелки.

## Привреда и индустрија
Краснојарск је седиште руских авио-компанија КрасЕр и Сибавиатранс.
У близини Краснојарска се налази највећи светски индустријски комплекс под земљом: рударски хемијски комбинат Краснојарск 26. То је тајни пројекат, и потпуно је затворен за посетиоце. У време Стаљина управо су се у овом комплексу налазили реактори за производњу плутонијума. У околини града је и хидроелектрана „Краснојарск“ (6.000 MW), на реци Јенисеј, друга по величини у Русији, са вештачким Краснојарским језером (2.000 km²).

## Архитектура
У Краснојарску се налази низ историјских грађевина, од којих је најстарија црква Покрова Пресвете Богородице (рус. Покровский собор, изграђена од 1785. до 1795, обновљена од 1977. до 1978). Остале локалне значајне грађевине руске православне архитектуре су катедрала Вознесења (рус. Благовещенский собор, 1802–1812), катедрала Свете Тројице (рус. Свято-Троицкий собор, 1802–1812), црква Јована Крститеља (рус. Церковь Иоанна Предтечи, 1899, бивша епископска резиденција), и нова црква Светог Архангела Михаила (рус. Церковь Архистратига Михаила, грађена од 1998. до 2003).
На врху брда Караулнаја, на првобитном паганском светилишту, касније под стражарском кулом Краснојарска, још увек стоји капела Свете мученице Параскеве (1804, обновљена 1854–1855). Капела, приказана на новчаници од 10 рубаља, једна је од симбола града. Капела је била напуштена и пропала је за време совјетске ере и тек након Перестројке поново ју је повратила јенијска епископија.
Још један незванични симбол Краснојарска је непотпуна кула са 24 спрата, која се налази на Стрелки. Изградња куле започета је непосредно пре Перестројке а потом замрзнута због административне кризе. Контура куле јасно се види са многих места у граду.
У близини Краснојарска налази се железнички мост на Јенисеју. Ова грађевина, једна од најдужих у то време, изграђена је између 1893. и 1896. године по награђиваном дизајну Лавра Проскурјакова. Када је 2003. одобрен за упис на листи Светске баштини, мост је описан од стране Унеско-а као "рани приказ типичног параболичног полигоналног челичног моста у Русији" који је постао "пробно место за примену инжењерских теорија и развој нових иновативних решења која су имала бројне наследнике " ( https://web.archive.org/web/20200802232222/https://whc.unesco.org/p_dynamic/document/document_download.cfm?id_document=1441. Архивирано из оригинала 02. 08. 2020. г. Приступљено 29. 05. 2020. Недостаје или је празан параметар |title= (помоћ)).
Међу осталим значајним грађевинама налазе се куће трговца Николаја Гадалова (почетак 20. века), римокатоличка капела Преображења Господњег (рус. Преображенский собор, 1911, позната и као Краснојарска дворана оргуља), Музеј крајојарског краја стилизован као староегипатски храм, Културно-историјски центар Краснојарск и тријумфални лук на Спиту (2003), зграда регионалне администрације била је окружена двема кулама познатим као "Магареће уши".
У граду постоји неколико дрвених кућа које су изграђене углавном средином 20. века као привремена насеља. Многа урбанизована села која се налазе на територији града чувају остатке традиционалне руске сеоске архитектуре: дрвене куће са двориштима, од којих су многе у лошем стању, али још увек су насељене.

## Култура
У Краснојарску се сваке године слави велики број локалних празника. Најзначајнији празник је Дан града који се слави у јуну, обично пропраћен карневалом. Остали празници и културни догађаји су Мански фестивал (рус. Манский фестиваль). Прославе се одржавају ван града, на обали реке Мане) обично одржавају последњег викенда у јуну, традиционалним такмичењем у песништву, затим авангардни фестивал Ноћ музеја посвећен Међународном дану музеја (18. маја), фестивал "Џез на Јенисеју", Дан Столбиста који се одржава више пута током године славећи традиције алпинизма у националном резервату Столби и Бициклистички рели.
Краснојарск има бројне локалне телевизијске компаније и високо развијене телекомуникације, а многи окрузи града имају приступ интернету који је заснован на ЛАН-у.
У граду је такође седиште дечијег хора Краснојарск, светски познатог хора који у многим земљама гостује под именом Мали орлови из Сибира.

## Наука и образовање
Поред Новосибирска, Краснојарск је истакнути научни и образовни центар Сибира, са преко 30 високошколских установа, од којих су многе подружнице Руске академије науке, и око 200 средњих школа. Најистакнутији високошколске установе су:
- Факултет државне Академије Новосибирск за водени саобраћај
- Висока школа Министарства унутрашњих послова Русије
- Краснодарски државни педагошки универзитет
- Државни пољопривредни универзитет Краснојарск
- Државни технички универзитет Краснојарск
- Обавештајна војна школа

Као и Новосибирск, и Краснојарск има посебну градску четврт под називом Академгородок ("Академски град"), у којој је смештено неколико научно-истраживачких института. Институт за биофизику у Краснојарску познат је по експерименту о еколошкој изолацији људи од 1973–1985. Шумарски институт Шукачев, основан 1944. године у Москви је пресељен у Краснојарск 1959. године. У Краснојарску постоји неколико музеја. Један је Регионални музеј Краснојарск, који садржи историјске предмете и експонате из региона, укључујући експонате древне историје, урођених Сибираца и рунастих носорога.
Краснојарски зоолошки врт је такође главна атракција за становнике и туристе.

## Транспорт

### Метро
Метро (три линије) је деценијама у фазама планирања и изградње у Краснојарску. Прве три станице још нису отворене, али је видљиво неколико градилишта широм града. Датум отварања није сигуран, јер су радови на систему заустављени од 2010. године.

### Железница
Краснојарск лежи на реци Јенисеј и историјски је био важна тачка на Транссибирској железници.
Краснојарск-Пасажирски (рус. Красноярск-Пассажирский) је главна железничка станица у Краснојарску. На овој станици заустављају се возови након дугог трасирања Транссибирском железницом. Постоји неколико станица које опслужује Електричка (електрични воз), а постоји и робна станица Краснојарск-исток, 26,3 км источно од станице Краснојарск-Пасажирски.

### Авиотранспорт
Краснојарск опслужују два аеродрома: Аеродром Краснојарск је главни аеродром који управља и средњим и дугим, унутрашњим и међународним летовима, и налази се 27 километара северозападно од града. Секундарни аеродром Черемшанка коришћен је за летове на кратким релацијама. Черемшанка је изгубила своју истакнуту улогу као главни базни аеродром за широку мрежу локалних ваздушних услуга (МВЛ) у региону Краснојарск, којима је раније опслуживала локална дирекција Аерофлот Краснојарск. У децембру 2011. године на аеродрому Черемшанка избио је пожар који је уништио зграду терминала и торањ аеродромске контроле летења.

## Туризам
Најпопуларније место атракција туриста који посећују Краснојарск је огромни национални резерват природе Столби („стубови“), који се простире на површини од 470 km2 (180 sq mi) са бројним џиновским гранитним стенама високим до 100 метара, од којих су многе врло необичних облика. Столби је такође главна локација за пењање по стенама. Многи локални пењачи намерно не користе никакву опрему за пењање и називају свој екстремни спортски хоби "столбизмом".
Остала популарна места укључују брану хидроелектране Краснојарск, брдо Караулнаја Гора са капелом Свете Параскеве, музеје, позоришта итд.

## Спорт
Краснојарск је центар сибирског спорта. Спортске области у којима се Краснојарск одликује у поређењу са другим руским градовима су: рагби, бенди и рвање слободним стилом.
Јенисеј је био првак совјетског бенди шампионатао током свих година 1980-их и 1991. године. Прву титулу у руској Суперлиги освојили су 2001. године. Другу титулу сосвојили су 2014. постали а имали су највећу просечну посећеност утакмица: 5 747. У 2015. су одбранили титулу као и у 2016. години. На Зимској универзијади 2019. године, бенди се по први пут представио као демонстративни спорт, а одржан је турнир и за мушкарце и за жене. Због тога је изграђен затворени стадион   https://web.archive.org/web/20201031172651/https://translate.google.co.uk/translate?hl=en&sl=ru&tl=en&u=http%3A%2F%2F1line.info%2Fsport%2Fitem%2F60714-novyj-stadion. Архивирано из оригинала 31. 10. 2020. г. Приступљено 29. 05. 2020. Недостаје или је празан параметар |title= (помоћ), који је завршен крајем 2018. године. Репрезентација Русије у бендију освојила је злато у мушкој конкуренцији и сребро у женској.
Град се сматра центром рагбија у Русији, а седиште Рагби уније Русије је већ неколико година у Краснојарску. Два клуба из Краснојарска, Краснојарск и Јенисеј-СТМ, учествују у Професионалној рагби лиги, и Купу европских изазивача, другом рангу паневропског клупског такмичења. Утакмице преносе локални медији, а градски дерби може да привуче око 3000–5000 гледаоца. Многи играчи руске репрезентације долазе из ове области. Неки од мечева руске репрезентације у рагбију играју се на Централном стадиону у Краснојарску.
| Клуб                | Спорт         | Основан | Тренутна лига               | Пласман             | Стадион                |
| ------------------- | ------------- | ------- | --------------------------- | ------------------- | ---------------------- |
| Јенисеј Краснојарск | Фудбал        | 1937    | Национална лига             | 14.                 | Централни стадион      |
| Сокол Краснојарск   | Хокеј на леду | 1977    | Виша хокејашка лига         | Плеј оф, 1/8 финале | Арена Север            |
| Јенисеј Краснојарск | Бенди         | 1934    | Бенди суперлига             | 1.                  | Ледена дворана Јенисеј |
| Јенисеј Краснојарск | Кошарка       | 1993    | ВТБ јунајтед лига           | 11.                 | Арена Север            |
| Краснојарск         | Рагби         | 1969    | Професионална рагби лига    | 2.                  | Красни Јар стадион     |
| Јенисеј-СТМ         | Рагби         | 1975    | Професионална рагби лига    | 1.                  | Авангард стадион       |
| Јенисеј Краснојарск | Одбојка       | 1992    | Суперлига у одбојци за жене | 12.                 | Спортска кућа Дворкин  |
| Јенисеј Краснојарск | Одбојка       | 1993    | Суперлига у одбојци         | 7.                  | Спортска кућа Дворкин  |

Бивши леви крилни играч Каролине Александар Семин је из Краснојарска.
Краснојарск је домаћин међународног рвачког турнира Иван Јаригин.

### Спортски догађаји
Зимска универзијада 2019. је одржана у Краснојарску.

## Партнерски градови
Краснојарск је званично град побратим са:
- Хејхе, Кина (1999)
- Истаравшан, Таџикистан (2000)
- Су Сент Мари, Канада (2002)
- Даћинг, Кина (2002)
- Харбин, Кина (2003)
- Улан Батор, Монголија (2003)
- Самарканд, Узбекистан (2003)
- Онионта, САД (2004)
- Ћићихар, Кина (2005)
- Кремона, Италија (2006)
- Дњепар, Украјина (2007)
- Жилина, Словачка (2013)
- Чангчуен, Кина (2014)
- Манџоули, Кина (2017)

## Галерија
- Музејски центар "Трг мира"
- Бизнис центар "Метропол"
- Палата спорта Иван Јаригин и централни стадион на острву Одиха
- Софијска црква
- Проспект Мира
- Мост и поглед на централни део града
- Трг Мира
- Епархија
- Забавни парк Бобровиј Лог
- Речно пристаниште
- Трг Револуције
- Дворана филхармоније
- Управа за ваздушни саобраћај Краснојарск
- Драмско позориште А. С. Пушкин